# Lông bất động
Lông bất động (tiếng Anh: Stereocilia) là cấu trúc tạo bởi màng tế bào, tồn tại trong một số loại tế bào biểu mô nhất định.
Lông bất động tìm thấy trong biểu mô của mào tinh hoàn, nơi tiết ra một chất lỏng gọi là dịch mào tinh hoàn, một thành phần của tinh dịch. Nó còn phân bố ở trong đoạn gần của ống dẫn tinh, trong một số mô cảm giác, chẳng hạn như võng mạc, tai trong hoặc neuron khứu giác.